# Loukas Notaras
Loukas Notaras (mittelgriechisch Λουκάς Νοταράς; † 3. oder 4. Juni 1453, hingerichtet) war der letzte Megas Doux des Byzantinischen Reiches. Dieses Amt wurde unter der Palaiologen-Dynastie ausgebaut und funktionierte als das eines inoffiziellen „Premierministers“, der der Kaiserlichen Bürokratie anstelle des Megas Logothetes vorstand, welcher diese Funktion vormals bekleidet hatte.
Notaras war Grieche und stammte aus Monemvasia, wo seine Familie durch zahlreiche kommerzielle Aktivitäten zu Wohlstand gelangt war.
Aufgrund seines berühmten Ausspruchs „Ich würde lieber einen türkischen Turban inmitten der Stadt (d.h. Konstantinopel) sehen, als eine lateinische Mitra“ wird er oft der Synaxis und dem Orthodoxen Widerstand gegen die im Konzil von Florenz beschlossene Kirchenunion zugerechnet. Dies trifft allerdings nicht zu, da er zusammen mit seinem Kaiser Konstantin XI. Palaiologos alles daran setzte, Hilfe aus dem katholischen Westen zu erhalten und gleichzeitig Unruhen in der orthodoxen Bevölkerung zu vermeiden. Sein pragmatischer Kurs der Mitte führte allerdings dazu, dass sein Andenken von beiden Seiten des Konflikts verdammt wurde. Die Angriffe auf seinen Kurs wurden durch das politische Taktieren innerhalb der kaiserlichen Verwaltung noch verstärkt. Konstantins enger Freund und persönlicher Sekretär Georgios Sphrantzes verliert nur selten ein positives Wort über Notaras. Diese Einstellung wurde später von Edward Gibbon übernommen.
Während der Belagerung von Konstantinopel befehligte Notaras die Truppen an der nordwestlichen Seemauer, sowie die erstaunlich erfolgreichen Einsätze zur Verhinderung einer Unterminierung der Stadtmauer in der Nähe des Blachernen-Palast. Nach einigen Quellen floh Notaras von seinem Posten, nachdem die türkische Flagge auf dem Turm über der Kerkoporta gehisst worden war; diese Darstellung könnte aber politisch motivierte Diffamierung sein. In jedem Fall gelang es ihm, die Seemauer, über die die Venezianer 1204 die Stadt erobert hatten, gegen die türkische Flotte zu halten, bis der Durchbruch entlang des Mesoteichon seinen Widerstand zwecklos machte.
Notaras, seine Frau (eine Palaiologina) und sein Sohn wurden von den Türken gefangen genommen. Anfangs wurde ihnen Gnade gewährt, damit die Wiederherstellung der öffentlichen Ordnung vorangehe und im Austausch für den Großteil von Notaras Vermögen. Trotzdem wurde er kurz nach dem Fall der Stadt, zusammen mit seinem Sohn und dem Stiefsohn des Kantakouzenos hingerichtet. Dies könnte daran liegen, dass der Sultan die Weisheit seines Entschlusses, einen wichtigen Adeligen des Byzantinischen Reiches mit Verbindungen zum Vatikan und zu Venedig am Leben zu lassen, überdacht hatte; Gibbon nimmt an, dass Notaras bereits in eine dahingehende Intrige verstrickt war. Die bekanntere Darstellung ist allerdings die von Runciman:
Die Gnade, welche Mehmet den überlebenden Ministern des Kaisers hatte angedeihen lassen, war nur von kurzer Dauer. Fünf Tage nach der Eroberung der Stadt gab er ein Bankett. Während diesem, als er bereits eine Menge Wein getrunken hatte, teilte ihm jemand mit, dass Notaras vierzehnjähriger Sohn ein Junge von außergewöhnlicher Schönheit sei. Sofort schickte der Sultan einen Eunuchen zum Haus des Megas Doux um zu verlangen, dass ihm der Junge geschickt werde, um ihm zu Diensten zu sein. Notaras, dessen ältere Söhne im Kampf getötet worden waren, weigerte sich, den Jungen so einem Schicksal zu überlassen. Wachen wurden geschickt, um Notaras mit seinem Sohn wie auch seinem Schwiegersohn, dem Sohn des Heermeisters Andronicus Kantakouzenos, dem Sultan vorzuführen. Als sich Notaras dem Sultan weiterhin widersetzte, gab dieser den Befehl ihn und die zwei Jungen auf der Stelle hinzurichten. Notaras bat lediglich darum, dass sie vor ihm getötet würden, damit der Anblick seines Todes sie nicht erschaudern ließe. Nachdem sie beide hingerichtet worden waren entblößte er seinen Nacken. Am folgenden Tage wurden neun weitere griechische Würdenträger gefangen genommen und hingerichtet. (Runciman, The Fall of Constantinople, S. 151)
Diese Geschichte wurde ursprünglich von Doukas (XL, 381) festgehalten, einem Griechen, der in Konstantinopel zur Zeit des Falls der Stadt lebte, taucht aber nicht in den Berichten anderer Griechen auf, die Zeugen der Eroberung wurden. Allerdings war Doukas oft feindlich gegenüber Notaras eingestellt, so dass es keinen Grund für ihn gab, eine solche Geschichte über dessen Ehrhaftigkeit zu erfinden.
Notaras Ehefrau starb als Sklavin auf dem Weg nach Adrianopel, der damaligen Hauptstadt des Osmanischen Reichs, in der Stadt Mesene. Zwei Mitglieder seiner Familie standen auf der Passagierliste eines genuesischen Schiffs, welches dem Fall der Stadt entkam. Seine Tochter Anna wurde gemeinsam mit ihrer Tante Mittelpunkt der byzantinischen Exilgemeinde in Venedig. Anna Notaras gründete zusammen mit Zacharias Kallierges und Nikolaos Vlastos die erste Druckerei für griechische Texte in Venedig.
Eine Sammlung von Loukas Notaras’ Briefen wurde unter dem Titel Epistulae veröffentlicht. Das Buch enthält Ad Theodorum Carystenum, Scholario, Eidem, Ad eundem, & Sancto magistro Gennadio Scholario. Weiterhin dient er als Charakter in dem Buch Johannes Angelos des finnischen Autors Mika Waltari.